# Monarch (Automarke)

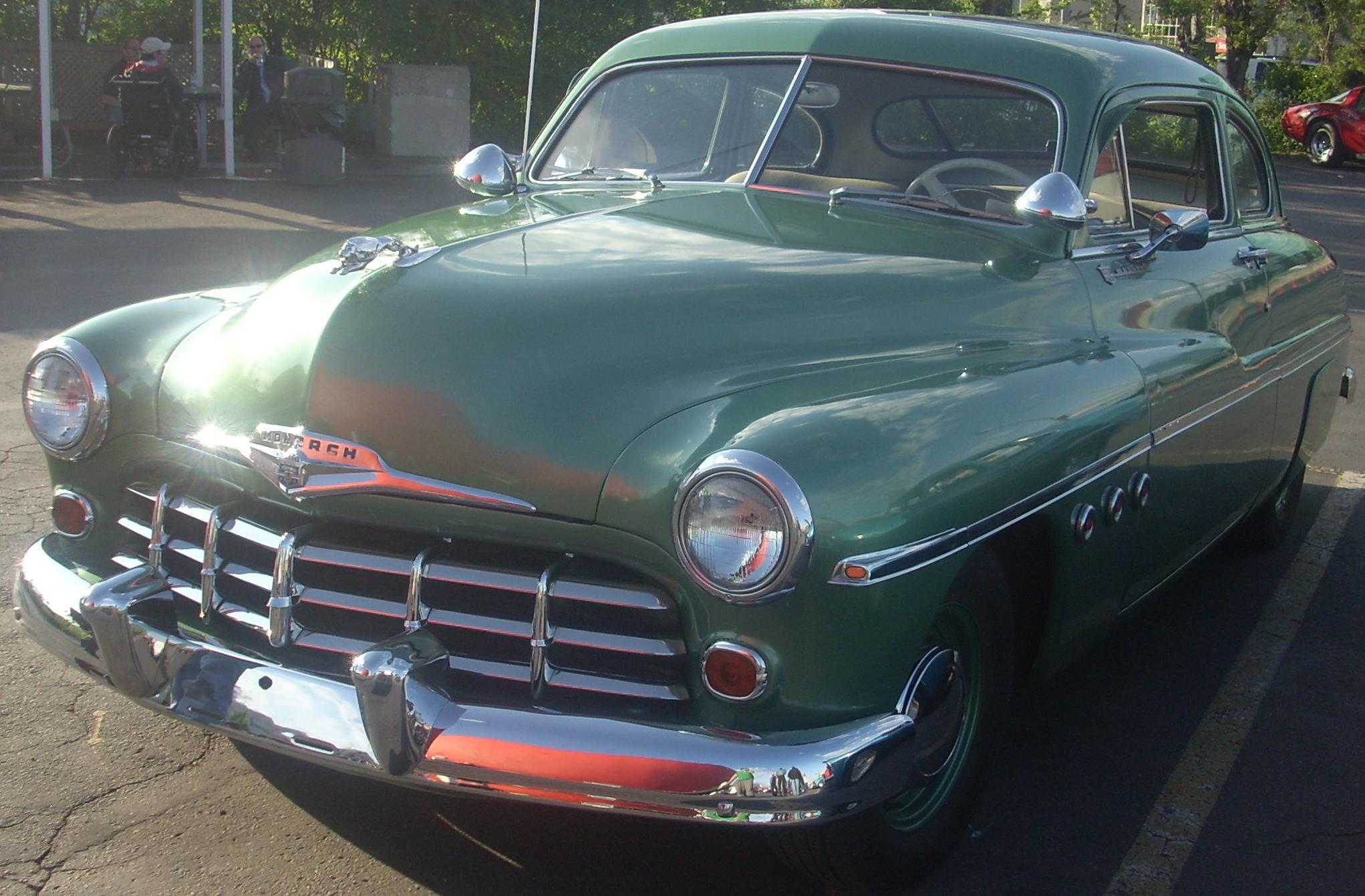
Monarch ca. 1949

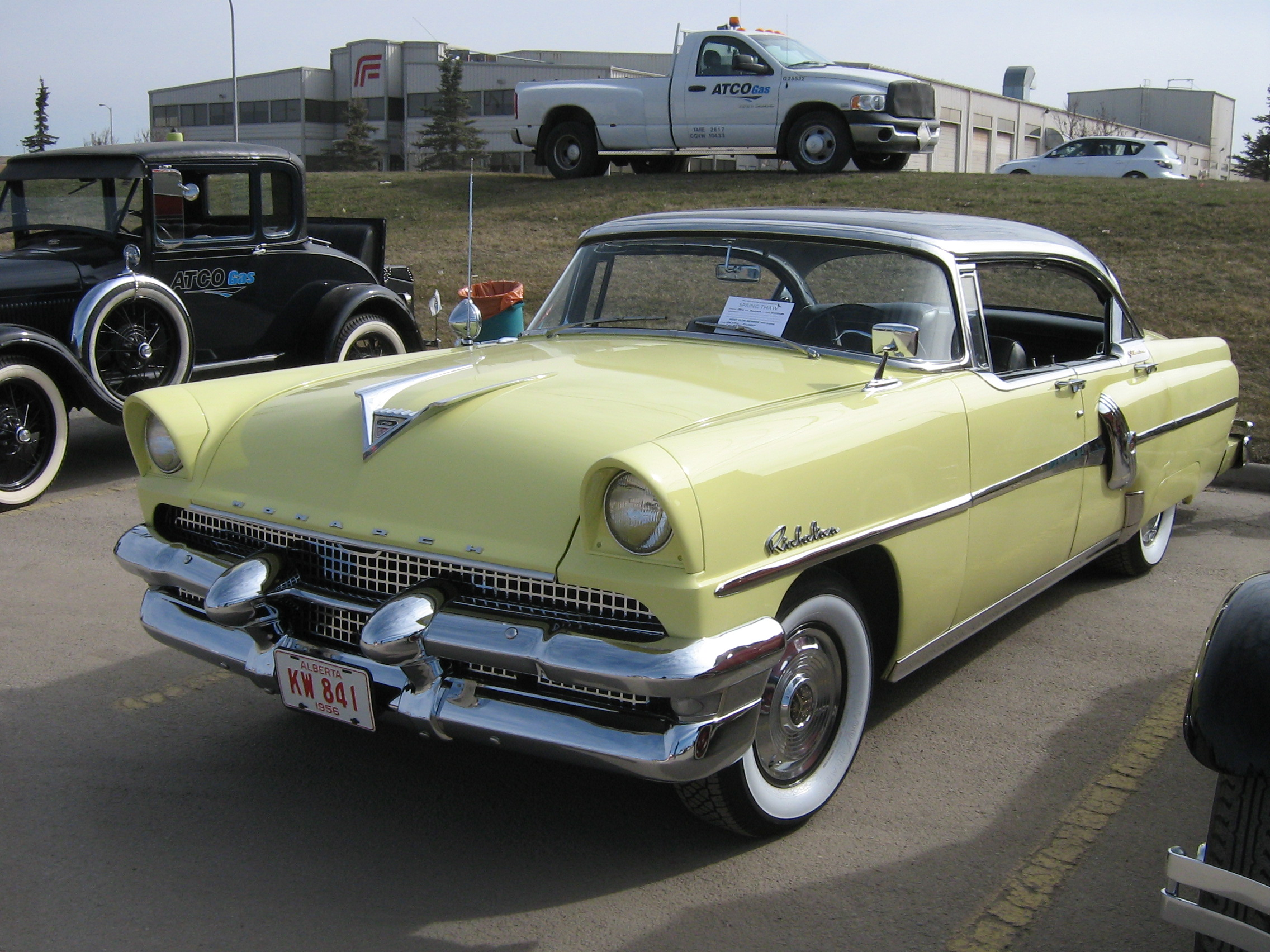
Monarch 1956

Monarch war eine kanadische Automarke der Ford Motor Company of Canada aus Oakville.

## Beschreibung
Ford verwendete die Marke von 1946 bis 1957 und von 1958 bis 1961 ausschließlich in Kanada.
Um den dortigen Ford-Händlern die Möglichkeit zu geben, auch teurere Modelle anzubieten, rief Ford Kanada im Jahr 1946 die über diese Händler vertriebene Marke Monarch ins Leben. Bei diesen Wagen handelte es sich um Mercury-Wagen, die in der Regel Ford-spezifischen Chromschmuck und Designelemente im Stil der Marke aufwiesen. Umgekehrt verkauften die dortigen Mercury-Händler von 1948 bis 1961 auch abgewandelte Ford-Modelle unter der Marke Meteor.
1957/58 gab es den Monarch nicht, weil in dieser Preisklasse der neue Edsel angeboten wurde. Der Misserfolg des Edsel veranlasste Ford aber, bereits nach einem Jahr den Monarch wieder ins Programm zu nehmen. 1961 wurde der Monarch dann, diesmal endgültig, aufgegeben. Sein Marktsegment sollte von nun an durch den Ford Galaxie abgedeckt werden.
Von 1946 bis 1961 entstanden insgesamt 95.421 Monarch. Der Name wurde später von Mercury in den USA aufgegriffen, siehe Mercury Monarch.